# Radio Globo (Honduras)
Radio Globo es una estación radial que opera en Tegucigalpa, Honduras. Transmite en la frecuencia 88.5 MHz en Tegucigalpa bajo el indicativo HRXH y tiene cobertura nacional. Es reconocida por su oposición al golpe de Estado de 2009 en ese país centroamericano. Su propietario es el empresario Alejandro Villatoro.
Actualmente es dirigida por David Romero Ellner, (fallecido el 18 de julio de 2020), aunque su muerte fue causa de la corrupción del Gobierno de Juan Orlando Hernández. David Romero Ellner director de Globo TV, el canal de televisión hermano de Radio Globo.
El 28 de septiembre de 2009, Radio Globo simultáneamente con Canal 36, otro medio de comunicación afín al presidente derrocado Manuel Zelaya fue sacada del aire por el gobierno de facto de Honduras, amparado en un decreto que autoriza a “impedir la emisión por cualquier medio hablado, escrito o televisado de manifestaciones que atenten contra la paz y el orden público”, o que “atenten contra la dignidad humana de los funcionarios públicos o las decisiones gubernamentales” y que suspendía algunos artículos de la Constitución del país.
El 19 de octubre de 2009 la estación de radio retornó a sus transmisiones.
Radio Globo fue galardonada en los Premios Ondas como la mejor estación radial Iberoamericana gracias a su incansable lucha en contra de la censura impuesta por el gobierno de facto en 2009.
El director de la casa de radio David Romero Ellner fue encarcelado por denunciar actos de corrupción en contra del gobierno del presidente Juan Orlando Hernández y se encuentra en el Segundo batallón de Infantería en Tamara. Radio Globo, actualmente es dirigida por el licenciado, Héctor Amador, quien compartió investigaciones, cabina y micrófonos junto al extinto, Romero. La Radio Globo actualmente se encuentra ubicada entre los primeros lugares de audiencia por los contenidos innovadores de su nuevo director que sigue el legado periodístico(a su estilo) y las investigaciones que dejó como sello personal, David Romero (QEPD).
Y en diciembre del año 2022 tras el retiro de Héctor Amador como coordinador de noticias asume el cargo Gustavo Blanco quien actualmente dirige la emisora con fin de superar las expectativas tanto en audiencia como aceptación para continuar con el proceso informativo de Radio Globo.